# Self Esteem
Self Esteem är en singel av det amerikanska punkrockbandet The Offspring. Den var den andra singeln från deras tredje album (Smash) och denna singel, tillsammans med den föregående singeln "Come Out and Play (Keep 'Em Separated)", gav The Offspring sitt stora genombrott. "Self Esteem" blev en världshit förutom i Japan, enligt Dexter Holland. I Sverige till exempel blev den 1995 års allra största på hit på Trackslistan. Låten hamnade även på plats 3 på den amerikanska listan The KROQ Top 300 Songs of the 90s och på plats 80 på listan Triple J Hottest 100 of All Time från år 1998. "Self Esteem" nominerades i kategorin Best Song på MTV Europe Music Awards år 1995, men förlorade mot The Cranberries låt "Zombie". "Self Esteem" var, tillsammans med "You're Gonna Go Far, Kid", med i The Axis of Awesomes humorlåt "Four Chords". Låten gick tidigare under arbetstiteln "Old Slow One". Musikvideon spelades in i augusti 1994.
Låten finns med i spelen SingStar Rocks!, Guitar Hero: Warriors of Rock och Rock Band 2. Kuma har gjort en cover av denna låt, som finns med på albumet A Tribute to The Offspring, och Veronica Maggio har spelat in en akustisk coverversion av låten som hon även uppträtt live med. Musikvideon, som är regisserad av Darren J. Lavett, innehåller en stor mängd stroboskop vilka kan orsaka epilepsianfall. Singeln släpptes 1999 i den inofficiella samlingsboxen The Offspring Collection. "Self Esteem" nämns i Kristin Emilssons roman In i minsta detalj.
Introt till låten var först tänkt att vara akustiskt, men detta ändrades till den slutgiltiga versionen. Holland förklarar varifrån han fick inspirationen till låten med följande ord: 
| ”                | Folk frågar mig vem låten handlar om och om den handlar om mig. Jag tror att det är ett vanligt misstag som folk gör, där de tror att bara för att du skriver en låt i förstapersonsperspektiv så måste låten handla om ditt eget liv. Detta stämmer inte i de flesta fall och det här är inget undantag. Jag har tagit inspiration från många olika människor som vi känner, från vänners öden och liknande. [...] Låten handlar inte om en speciell person. | „ |
| – Dexter Holland | |   |

## Låtlista
Alla låtar är skrivna och komponerade av The Offspring, om inte annat anges. 
| Nr | Titel                 | Längd |
| -- | --------------------- | ----- |
| 1. | Self Esteem           | 4:17  |
| 2. | Burn It Up            | 2:43  |
| 3. | Jennifer Lost the War | 2:35  |

| 1. | Self Esteem           | 4:17 |
| 2. | Jennifer Lost the War | 2:35 |
| 3. | Burn It Up            | 2:43 |

| 1. | Self Esteem           | 4:17 |
| 2. | Burn It Up            | 2:43 |
| 3. | Jennifer Lost the War | 2:35 |